# 松滋市
松滋市（しょうじ-し）は中華人民共和国湖北省荊州市に位置する県級市。

## 歴史
前202年、漢朝により高成県が設置された。しかし30年（建武6年）、後漢により高成県は廃止となり、その行政区域は孱陵県に編入された。337年（咸康3年）、東晋は戦火を逃れて廬江郡松滋県（現在の安徽省宿松県）より移住したため人口が増加したため松滋県を設置した。
1996年5月18日、県級市の松滋市に改編され現在に至る。

## 行政区画
2街道、13鎮、1郷、1民族郷を管轄する。
- 街道：新江口街道、楽郷街道
- 鎮：南海鎮、八宝鎮、涴市鎮、老城鎮、陳店鎮、王家橋鎮、斯家場鎮、楊林市鎮、紙廠河鎮、街河市鎮、洈水鎮、劉家場鎮、沙道観鎮
- 郷：万家郷
- 民族郷：卸甲坪トゥチャ族郷